# Plaques de matrícula de Terranova i Labrador

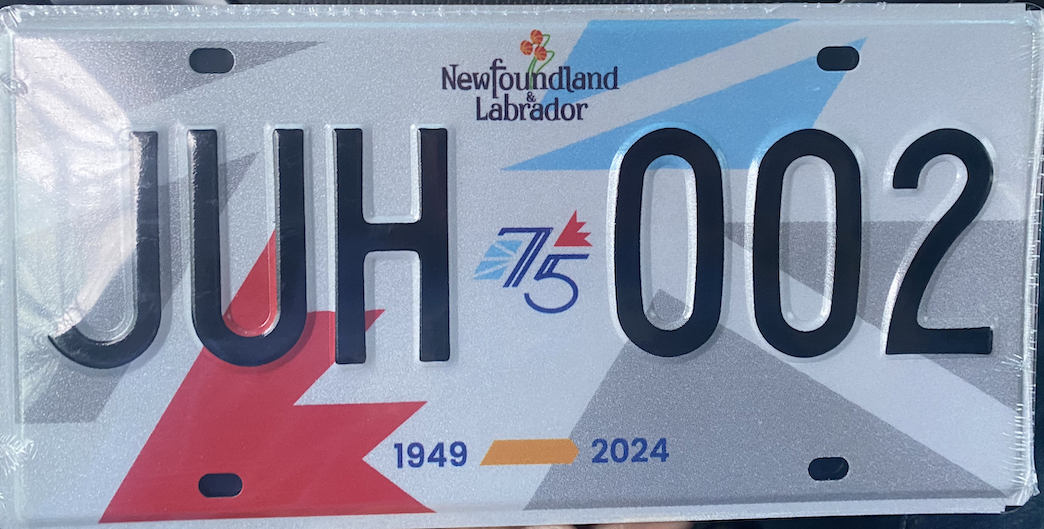
Model de matrícula del 2024 en que es commemora el 75è aniversari de l'ingrés de la província a la Confederació canadenca.

Les plaques de matrícula dels vehicle de Terranova i Labrador es componen des del 1982 d'un sistema de combinació alfanumèrica formada per sis caràcters, tres lletres i tres xifres, (ex. ABC 123) en relleu sobre un fons blanc reflectant, centrat a la part superior hi ha el nom de la província dividit en dues línies, "Newfoundland & Labrador". Des del 2024 la combinació és en color negre i s'hi ha afegit una imatge gràfica en color amb el lema "1949-2024" centrat a la part inferior i el logotip del 75è aniversari d'integració de la província a la Confederació canadenca.
A les matrícules, la primera lletra (o dues primeres lletres) de la combinació designa la classe del vehicle. Per exemple, la combinació "HMT-123" s'assignaria a un automòbil de passatgers privat (classe H), mentre que "TXD-019 s'assignaria a un taxi (classe TX). D'altra banda des del setembre de 1997, el govern provincial només requereix l'obligatorietat de placa posterior per a la majoria de matrícules, excepte per a les plaques de vehicles tipus "B" (autobusos), "C" (comercials), "E" (vehicles d'emergència) i "G" (vehicles governamentals).
Des de 1985, la província no ha utilitzat les lletres I, Q, U o Y a les matrícules, excepte en les plaques emeses per a radioaficionats que utilitzen la combinació "VO1" (o "VO2" per a Labrador).

## Classes de vehicles
| Primera lletra | Classe del vehicle            | Notes |
| -------------- | ----------------------------- | --- |
| A              | Automòbil particular          | La sèrie va iniciar-se amb AAA-001 el 1982 i finalitzada amb AZZ-999 el 1998. Obligació de portar placa davantera i posterior des del 1997. |
| AA             | Automòbil històric            | Lletres AAper a cotxes i camions aptes de ser considerats històrics. En el cas dels cotxes han de tenir almenys 25 anys d'antiguitat. |
| B              | Autobús                       | Lletres BA per a autobusos d'ús públic, BP per a autobusos d'ús privat (ex. autobusos turístics). Obligació de plaques davantera i posterior. |
| C              | Vehicles comercials           | Emès per a camionetes, SUV i furgonetes grans. La sèrie va iniciar-se amb CAA-001 l'any 1982 i va finalitzar amb CZZ-999 el 2017, posteriorment va seguir amb CA0 001 en endavant. Obligació de plaques davantera i posterior. Les lletres CR indiquen grans unitats de grua mòbil que generalment tenen una amplada excessiva i necessiten permisos especials i escorta a les vies públiques. Alguns camions i furgonetes ara poden estar matriculats com a cotxes particulars. |
| D              | Concessionaris                | Emès als concessionaris d'automòbils per a proves de conducció i transport d'automòbils. |
| E              | Vehicle d'emergència          | Emès per a vehicles d'emergència, camions de bombers o cotxes de policia. Obligació de plaques davantera i posterior. També utilitzat per vehicles de recerca i rescat. |
| F              | Vehicle agrícola              | Lletres FA per a tractors, FE per a equipament agrícola, FT per a camions agrícoles que circulin per carretera. Són emeses amb poca freqüència. |
| FF             | Bombers                       | Placa especial amb les lletres FF darrera d'una combinació de quatre xifres. |
| G              | Vehicle governamental         | Lletres GM per a vehicles municipals, GP pels provincials i GF pels federals. Obligació de plaques davantera i posterior. |
| H              | Automòbil privat              | Emès com a següent lletra disponible després d'exhaurir-se la sèrie "A". Va començar amb HAB-001 la tardor de 1996 i va finalitzar amb HZZ-999 l'estiu de 2013. |
| J              | Automòbil privat              | Emès com a següent lletra disponible després d'exhaurir-se la sèrie "H". Va començar amb JAA-001 l'estiu de 2013. |
| M              | Motocicleta                   | La sèrie va iniciar-se amb MCA-001 el 1982. |
| PR             | Pla de Registre Internacional | Emès pel transport de camions. Va començar amb PRP-001 el 1982 i va finalitzar amb PRZ-999 el 2012, va continuar amb PRA-001 en endavant. |
| S              | Moto de neu                   | La sèrie va iniciar-se amb SAA-001. |
| T              | Remolc                        | La sèrie va iniciar-se amb TAA-001 l'any 1982; va saltar de TET-999 a TVT-001 l'any 2001; va finalitzar amb TZZ-999 i després va tornar a TEV-001 el 2008. TX està reservat per a plaques de taxi. |
| TX             | Taxi                          | Les lletres TX estan reservades per als taxis complementada amb un adhesiu de la llicència de taxi municipal. |
| W              | Grua                          | Els vehicles amb grua mostren una segona placa, a més d'una placa de la sèrie "C", encara que són emeses amb poca freqüència. |
| X              | Vehicles pesants              | Emès per a tractors, retroexcavadores, carretons elevadors, etc. |
| V              | Vehicle off-road              | Emès per a quads i UTV (Utility Terrain Vehicle) |
| VO1            | Radioaficionat                | Emès per a radioaficionats de Terranova. |
| VO2            | Radioaficionat                | Emès per als radioaficionats de Labrador. |
| V              | Veterà de guerra              | Placa especial emesa per a automòvil per a veterans de guerra. |
| VA             | Veteran Motorcycle            | Placa especial emesa per a motocicleta per a veterans de guerra. |
| Notes 1.       |                               | |

## Història
La província, mentre encara era domini britànic, va exigir per primera vegada als seus residents registrar els vehicles de motor i mostrar les plaques de matrícula a partir de l'any 1920.

### Models de 1925 fins 1969
| Imatge | Data d'expedició | Disseny | Lema                                                | Combinació utilitzada | Notes |
| ------ | ---------------- | --- | --------------------------------------------------- | --------------------- | --- |
|        | 1925             | Caràcters en blanc sobre fons vermell. En vertical "NFLD" a l'esquerra i "1925" a la dreta.                                                                                         | Sense lema                                          | 1234                  | |
|        | 1926             | Caràcters en negre sobre fons crema. En vertical "NFLD" a l'esquerra i "1926" a la dreta.                                                                                           | Sense lema                                          | 1234                  | Mides de la placa 5 3/8" x 13 7/8" (13,65 x 35,24 cm).                                                                  |
|        | 1927             | Caràcters en blanc sobre fons verd fosc. "NFLD 1927" a baix. | Sense lema                                          | 1234                  | Canvi de mides a 6" x 11" (15,24 x 27,94 cm) fins al 1950.                                                              |
|        | 1928             | Caràcters en negre sobre fons blanc. "NFLD 1928" a baix. | Sense lema                                          | 1234                  | |
|        | 1929             | Caràcters en blanc sobre fons blau marí. "NFLD 1929" a baix. | Sense lema                                          | 1234                  | |
|        | 1930             | Caràcters en blanc sobre fons vermell. "NEWFOUNDLAND-30" a baix. | Sense lema                                          | 1234                  | |
|        | 1931             | Caràcters en blanc sobre fons verd. "NEWFOUNDLAND-31" a baix. | Sense lema                                          | 1234                  | |
|        | 1932             | Caràcters en blanc sobre fons blau marí. "NEWFOUNDLAND-32" a baix. | Sense lema                                          | 1234                  | |
|        | 1933             | Caràcters en blanc sobre fons vermell. "NEWFOUNDLAND 33" a baix. | Sense lema                                          | 1234                  | |
|        | 1934             | Caràcters en carabassa sobre fons negre. "NEWFOUNDLAND-34" a baix. | Sense lema                                          | 1234                  | |
|        | 1935             | Caràcters en platejat sobre fons negre. "NEWFOUNDLAND-35" a baix. | Sense lema                                          | 1234                  | |
|        | 1936             | Caràcters en blau marí sobre fons blanc. "NEWFOUNDLAND-36" a baix. | Sense lema                                          | 1234                  | |
|        | 1937             | Caràcters en vermell sobre fons blanc. Silueta d'una corona a l'esquerra i "NEWFOUNDLAND-37" a dalt.                                                                                | Sense lema                                          | 1234                  | |
|        | 1938             | Caràcters en blanc sobre fons negre. "NEWFOUNDLAND-38" a baix. | Sense lema                                          | 1-234                 | |
|        | 1939             | Caràcters en verd fosc sobre fons blanc. "NEWFOUNDLAND 39" a dalt. | Sense lema                                          | 1-234                 | |
|        | 1940             | Caràcters en carabassa sobre fons negre. "NEWFOUNDLAND-40" a baix. | Sense lema                                          | 1-234                 | |
|        | 1941             | Caràcters en blanc sobre fons vermell. "NEWFOUNDLAND-41" a dalt. | Sense lema                                          | 1-234                 | |
|        | 1942             | Caràcters en carabassa sobre fons negre. "NEWFOUNDLAND-42" a baix. | Sense lema                                          | 1-234                 | |
|        | 1943             | Caràcters en blanc sobre fons negre. "NEWFOUNDLAND-43" a dalt. | Sense lema                                          | 1-234                 | |
|        | 1944             | Caràcters en vermell sobre fons negre. | Sense lema                                          | 1-234                 | Reaprofitament de les plaques de 1942 repintades de nou, degut a l'aprofitament de metall per la Segona Guerra Mundial. |
|        | 1945             | Caràcters en blanc sobre fons verd fosc. "NEWFOUNDLAND-45" a dalt. | Sense lema                                          | 1-234                 | |
|        | 1946             | Caràcters en blanc sobre fons vermell. "NEWFOUNDLAND-46" a baix. | Sense lema                                          | 1-234                 | |
|        | 1947             | Caràcters en blanc sobre fons verd. "NEWFOUNDLAND-47" a dalt. | Sense lema                                          | 1-234                 | |
|        | 1948             | Caràcters en blanc sobre fons negre. "NEWFOUNDLAND-48" a baix. | Sense lema                                          | 1-234                 | |
|        | 1949             | Caràcters en blanc sobre fons vermell. "NEWFOUNDLAND-49" a dalt. | Sense lema                                          | 1-234                 | La província s'integra a la Confederació canadenca.                                                                     |
|        | 1950             | Caràcters en negre sobre fons carabassa. "NEWFOUNDLAND-50" a dalt. | Sense lema                                          | 12-345                | |
|        | 1951             | Caràcters en blanc sobre fons blau marí. "NEWFOUNDLAND 51" a baix. | Sense lema                                          | 12-345                | Canvi de mides a 5 5/8" x 12 3/8" (14,28 x 31,43 cm)                                                                    |
|        | 1951             | Caràcters en blanc sobre fons blau marí. "NEWFOUNDLAND 51" a baix. | Sense lema                                          | 12-345                | |
|        | 1952             | Caràcters en blanc sobre fons verd fosc. "NEWFOUNDLAND-52" a baix. | Sense lema                                          | 12-345                | |
|        | 1953             | Caràcters en blanc sobre fons carmesí. "NEWFOUNDLAND-53" a dalt. | Sense lema                                          | 12-345                | |
|        | 1954             | Caràcters en blanc sobre fons verd fosc. "NEWFOUNDLAND-54" a dalt. | Sense lema                                          | 12-345                | |
|        | 1955             | Caràcters en blanc sobre fons negre. "NEWFOUNDLAND-55" a baix. | Sense lema                                          | 12-345                | |
|        | 1956             | Caràcters en blanc sobre fons carmesí. "NEWFOUNDLAND-56" a dalt. | Sense lema                                          | 12-345                | |
|        | 1957             | Caràcters en blanc sobre fons blau cel. "NEWFOUNDLAND-57" a baix. | Sense lema                                          | 12-345                | S'introdueix la placa de mides estàndard de 6x12 polzades (15x30cm)                                                     |
|        | 1958             | Caràcters en negre sobre fons groc. "NEWFOUNDLAND-58" a dalt. | Sense lema                                          | 12-345                | |
|        | 1959             | Caràcters en groc sobre fons negre. "NEWFOUNDLAND-59" a baix. | Sense lema                                          | 12-345                | |
|        | 1960             | Caràcters en blanc sobre fons vermell. "NEWFOUNDLAND-60" a dalt. | Sense lema                                          | 12-345                | |
|        | 1961             | Caràcters en negre sobre fons blanc. "NEWFOUNDLAND-61" a baix. | Sense lema                                          | 12-345                | |
|        | 1962             | Caràcters en blanc sobre fons negre. "NEWFOUNDLAND-62" a dalt. | Sense lema                                          | 12-345                | |
|        | 1963             | Caràcters en negre sobre fons groc. "NEWFOUNDLAND-63" a baix. | Sense lema                                          | 12-345                | Canvi de tipografia per una de més estreta.                                                                             |
|        | 1964             | Caràcters en blanc sobre fons blau marí. "NEWFOUNDLAND-64" a dalt. | Sense lema                                          | 12-345                | |
|        | 1965             | Caràcters en blau marí sobre fons blanc. "NEWFOUNDLAND AND" i "LABRADOR" centrats a dalt i a baix respectivament; "19" a la part superior esquerra i "65" a la part superior dreta. | Sense lema                                          | 12-345                | Primer cop que s'utilitza la denominació actual de la província.                                                        |
|        | 1966             | Caràcters en negre sobre fons carabassa. "NEWFOUNDLAND AND LABRADOR" centrat a dalt i "1966" a baix.                                                                                | Sense lema                                          | 12-345                | |
|        | 1967             | Caràcters en verd sobre fons blanc. "NEWFOUNDLAND AND LABRADOR" centrat a dalt i "1967" a baix.                                                                                     | "CANADA CENTENNIAL" entre la combinació i l'any.    | 12-345                | Primera placa amb lema.                                                                                                 |
|        | 1968             | Caràcters en vermell sobre fons blanc. "NEWFOUNDLAND AND LABRADOR" centrat a dalt i "19" a baix a l'esquerra i "68" a la dreta.                                                     | "CANADA'S HAPPY PROVINCE" centrat a baix.           | 12-345                | |
|        | 1969             | Caràcters en blau sobre fons blanc. "NEWFOUNDLAND AND LABRADOR" centrat a dalt i "1969" centrat a baix.                                                                             | "THE MIGHTY CHURCHILL" entre la combinació i l'any. | 12-345                | |

### Models de 1970 fins avui dia
| Imatge | Data d'expedició            | Disseny | Lema | Combinació utilitzada | Notes                                                             |
| ------ | --------------------------- | --- | --- | --------------------- | ----------------------------------------------------------------- |
|        | 1970-72                     | Caràcters en verd sobre fons blanc. "NEWFOUNDLAND AND LABRADOR" centrat a dalt i "1969" a baix. | Sense lema | 123-456               | Revalidada pel 1971 i 1972 amb etiquetes enganxades a la placa.   |
|        | 1973–75                     | Caràcters en vermell sobre fons blanc. "NEWFOUNDLAND AND LABRADOR" centrat a dalt i "1973" a baix. | Sense lema | 123-456               | Revalidada pel 1974 i 1975 amb etiquetes enganxades a la placa.   |
|        | 1976-82                     | Caràcters en blau marí sobre fons groc. "NEWFOUNDLAND AND LABRADOR" centrat a dalt i "1976" a baix. | Sense lema | 123-456               | Revalidada fins al 1982 amb etiquetes.                            |
|        | 1982-mitjan 1983            | Caràcters en blau marí sobre fons blanc. "NEWFOUNDLAND" i "AND LABRADOR" en vermell centrat a dalt i baix respectivament. | Sense lema | ABC-123               | Canvi a una tipografia més arrodonida.                            |
|        | Mitjan 1983–Setembre 1986   | Caràcters en vermell sobre fons blanc. "Newfoundland & Labrador"centrat a dalt. | "A WORLD OF DIFFERENCE" en vermell acompanyant la imatge gràfica d'un vaixell víking amb una vela vermella contra una posta de sol groga a la part inferior. | ABC-123               |                                                                   |
|        | Setember 1996-Setember 1997 | Caràcters en vermell sobre fons degradat de blau cel a blanc. "Terranova i Labrador" en blau centrat a dalt. | "Celebrate 500 Years" en negre i "CABOT" en blau; entremig una imatge de John Cabot en vermell.                                                              | ABC-123               | Commemoració del 500è aniversari del viatge de Cabot a Terranova. |
|        | Setember 1997-Octubre 2001  | Caràcters en vermell sobre fons blanc. "Newfoundland & Labrador"centrat a dalt. | "A WORLD OF DIFFERENCE" en vermell acompanyant la imatge gràfica d'un vaixell víking amb una vela vermella contra una posta de sol groga a la part inferior. | ABC-123               |                                                                   |
|        | Octubre 2001-Juliol 2002    | Caràcters en vermell sobre fons blanc. "NEWFOUNDLAND & LABRADOR CANADA" centrat a baix i la bandera provincial centrada lleugerament per sota de la combinació.                                                                    | Sense lema | ABC-123               |                                                                   |
|        | Juliol 2002-Setembre 2003   | Caràcters en vermell sobre fons blanc. "NEWFOUNDLAND & LABRADOR" centrat a dalt; la bandera provincial i "CANADA" centrat lleugerament per sota de la combinació.                                                                  | Sense lema | ABC-123               |                                                                   |
|        | Setembre 2003-Abril 2007    | Caràcters en vermell sobre fons blanc. "Newfoundland & Labrador" centrat a dalt i la bandera provincial a baix. | Sense lema | ABC-123               | Canvi a una tipografia més gruixuda.                              |
|        | Abril 2007-Desembre 2021    | Caràcters en blau marí sobre fons blanc. "Newfoundland & Labrador" juntament amb la imatge d'una Sarracenia o pitcher plant (la planta provincial) centrat a baix.                                                                 | Sense lema | ABC-123               |                                                                   |
|        | Gener 2022-Juny 2023        | Caràcters en blau marí sobre fons blanc amb la imatge gràfica s'una balena saltant fora de l'aigua. "Newfoundland & Labrador" en vermell centrat a dalt.                                                                           | "COME HOME 2022" en vermell centrat a baix. | ABC-123               |                                                                   |
|        | Gener 2024-avui dia         | Caràcters en blau marí sobre fons blanc amb la imatge gràfica en color del logotip del 75è aniversari d'integració de la província a la Confederació canadenca. "Newfoundland & Labrador" amb la planta provincial centrat a dalt. | "1949-2024" centrat a baix. | ABC-123               |                                                                   |

## Altres tipus

### Personalitzades
Terranova i Labrador és l'única província del Canadà que no permet registrar matrícules personalitzades.

### Especials
Actualment la província només ofereix dos tipus de matrícula especial.
| Imatge | Data d'expedició | Tipus            | Disseny | Combinació utilitzada | Notes |
| ------ | ---------------- | ---------------- | --- | --------------------- | ----- |
|        |                  | Veterà de guerra | Caràcters en blau marí sobre fons blanc. "VETERAN" centrat a dalt i una rosella a l'esquerra.                                       | V1234                 |       |
|        |                  | Bomber           | Caràcters en blau marí sobre fons blanc. "FIREFIGHTER" centrat a dalt i l'emblema del cos a l'esquerra. "FF" envertical a la dreta. | 1234 FF               |       |

### Vehicles elèctrics
El 2019 el govern provincial va anunciar que dissenyaria matrícules específiques per a vehicles elèctrics "verds" amb els caràcters de color verd sobre fons blanc. Però a dia d'avui aquesta placa encara no s'ha posat a disposició dels propietaris de vehicles elèctrics, pel que segueixen utilitzant les mateixes plaques que la resta de vehicles particulars.

### Motocicletes
Les motocicletes utilitzen des del 2007 una combinació que comença per la lletra M en color blau mari sobre fons blanc. Les lletres de la combinació són més petites que les xifres ja que sota seu s'hi col·loca l'adhesiu de validació.

### Vehicles comercials
Els vehicles comercials utilitzen el mateix disseny de placa que els vehicles de passatgers, però amb una combinació que comença per la lletra C (de Commercial).

### Trailer
Els trailers utilitzen des del 2007 el mateix disseny de placa que els vehicles de passatgers, però amb una combinació que comença per la lletra T (de Trailer)